# L-02B
docomo STYLE series L-02B（ドコモスタイルシリーズ エル ぜろに びー）は、LGエレクトロニクスによって開発された、NTTドコモの第三世代携帯電話（FOMA）端末である。docomo STYLE seriesの端末。

## 概要
- 機能性と使いやすさ、そしてビューティをコンセプトに、コスメをイメージしたデザインと女性向けのパステル調の淡いカラーリングが特徴的な折りたたみ端末。デザインは海外モデルのテイストを残しつつ、端末としては日本向け携帯電話を意識した「LGジャパンモデル」を掲げたモデルとなっている。
- コスメ情報や肌タイプをチェックできる肌診断テストなどが利用できる雑誌「bea's up」とのコラボレーションアプリや野菜ソムリエである女優の長谷川理恵監修のヘルシーレシピなど女性のキレイをサポートするコンテンツをプリインストールしている。
- 機能面では、「マルチセレクター」と呼ばれる方向キーを搭載し、上下左右斜めの操作に加え、iPodのように操作部を指でクルクルと回すようになぞって操作する事もできる。ただしセンサーは、iPodのような静電容量方式ではなく、圧力を検知する感圧式のセンサーを搭載しており、ボタンを押す強弱を認識するため、軽く触れればゆっくりとしたスクロール、強く押せば速いスクロールが可能。電話帳や画像の検索、フルブラウザ等で利用できる。またワンセグ視聴時の音量調整もクルクル回すようになぞるだけで行える。
- メインカメラは310万画素のCMOSで、人物の顔を検出して魚眼レンズやアニマルマスクなどのユニークな効果をかける「おもしろフェイス撮影」や撮影した写真や動画にそれぞれ11種類のムービースタイルやBGMをつけてスライドショーが簡単に作成し、デジタルフォトフレームとして楽しめる「Muvee Studio」を搭載している。
- HSDPA7.2Mbpsに対応し、海外ではGSM方式でも利用できる。おサイフケータイに対応する一方で、GPSやiコンシェル、Bluetoothなどには非対応。メニュー画面の表示言語は日本語、英語、韓国語の3カ国語対応のマルチリンガルで、SMSは韓国語を入力して送受信が可能。

| 主な対応サービス                   | 主な対応サービス                                                    | 主な対応サービス                       | 主な対応サービス                                          | 主な対応サービス |
| ---------------------------------- | ------------------------------------------------------------------- | -------------------------------------- | --------------------------------------------------------- | ---------------- |
| タッチパネル                       | FOMAハイスピード7.2Mbps                                             | Bluetooth                              | DCMX／おサイフケータイ                                    |                  |
| iアプリオンライン／地図アプリ      | 直感ゲーム／メガiアプリ                                             | iウィジェット                          | マチキャラ／iコンシェル                                   |                  |
| ホームU／ポケットU                 | GPS／オートGPS／ケータイお探し                                      | デコメール／デコメ絵文字／デコメアニメ | iチャネル                                                 |                  |
| 着もじ                             | テレビ電話／キャラ電                                                | ケータイデータお預かりサービス         | フルブラウザ                                              |                  |
| おまかせロック／バイオ認証         | 外部メモリーへiモードコンテンツ移行／ユーザーデータ一括バックアップ | トルカ                                 | iC通信／iCお引越しサービス                                |                  |
| きせかえツール／ダイレクトメニュー | バーコードリーダ／名刺リーダ                                        | 2in1                                   | エリアメール／ソフトウェアーアップデート自動更新          |                  |
| GSM／3Gローミング（WORLD WING）    | 着うたフル／うた・ホーダイ                                          | Music&Videoチャネル／ビデオクリップ    | デジタルオーディオプレーヤー(AAC)(WMA)(MP4)(SDオーディオ) |                  |

### ワンセグ機能
- 連続視聴時間 約140分
- EPG（プリインストール済み）
- 字幕放送
- 視聴予約

## 不具合
- 2010年1月27日、ドコモは緊急通報用電話番号（110番など）への接続ができないとして、一時的に販売を中止した。原因は、ソフトウェアの不具合であり、既に販売されているものについてはアップデートにて対応する見込み。

## プリインストールiアプリ
- Beauty&Cosme powered by bea's up
- 長谷川理恵のレシピ集
- Girl's Diary
- MYスタイル
- Sudoku Cafe
- Mingle Mangle
- iアプリバンキング
- 楽オク出品アプリ2
- マクドナルドトクするアプリ
- iD設定アプリ
- DCMXクレジットアプリ
- Gガイド番組表リモコン
- モバイルSuica登録用iアプリ
- モバイルGoogleマップ